# Dia (eiland)
Dia (Grieks: Δία of Ντία)  is een onbewoond eiland voor de kust (± 12 km) van het Griekse eiland Kreta.
Het eiland is 5 km lang en 3 km breed en heeft een totale oppervlakte van 12,5 km.
Het eiland hoort bij het departement Iraklion.